# Бабух Василь Іванович
Василь Іванович Бабух (14 січня 1943, с. Вікно, Заставнівський район, Чернівецька область — 25 жовтня 2020, Чернівці) — український журналіст, поет, письменник, фотохудожник та громадський діяч. Головний редактор газети «Чернівці». Заслужений журналіст України. Депутат Чернівецької обласної ради двох скликань.

## Життєпис
Василь Бабух народився на Буковині в селянській родині. Батьки, Марія Степанівна та Іван Дмитрович. Закінчив філологічний факультет Чернівецького державного університету. Після служби в армії працював у газетах «Молодий буковинець», «Радянська Буковина», «Буковинське віче». Очолював кореспондентський пункт газети на будівництві Дністровської ГЕС. На основі вражень про будівництво написав книгу «Новодністровський меридіан». 12 років був власним кореспондентом газети Верховної Ради України «Голос України» в Чернівецькій, Івано-Франківській, Тернопільській та Закарпатській областях.
Василь Бабух пише вірші та тексти для пісень відомих українських композиторів. Він був добре знайомий із Володимиром Івасюком, написав слова до пісні «Світ без тебе», яку виконують Василь Зінкевич та Софія Ротару. У 2004 році Василь Бабух разом із композитором та співаком Павлом Дворським став переможцем фестивалю «Шлягер року» із піснею на слова В. Бабуха «На голос матері спіши». Кілька його поезій поклали на музику Остап Гавриш та Валерій Громцев. Понад тридцять років займається художньою фотографією. Роботи Бабуха демонструвалися на українських та міжнародних виставках, зокрема у Польщі, Австрії, Німеччині. Влаштував три персональні виставки своїх робіт, одна із яких була в концертному залі «Україна». Його роботи неодноразово використовувались для оформлення книг українських письменників. Автор ілюстрованої власними світлинами книги-альбому «Побачене в дорозі» та поетичної книги «Іскри з осінньої ватри»
Василь Іванович колекціонує предмети буковинської старожитності, має одну з найбільших колекцій буковинських тканих поясів.
Дружина — Ірина Іванівна, працювала в Чернівецькому національному університеті, сини — Тарас та Ігор.

## Твори
- Новодністровський меридіан.
- «Побачене в дорозі». Вид-во «Прут», Чернівці. 2004. 88 с. ISBN 966-560-272-1
- «Іскри з осінньої ватри» Букрек МПП, 1999 р., 72 c.

## Нагороди
- Медаль «На славу Чернівців»